# Byron (Nebraska)
Pour les articles homonymes, voir Byron.
Byron est un village du comté de Thayer, dans l'État du Nebraska, aux États-Unis. En 2020, il comptait une population de 85 habitants.